# Cantone di Brie-Comte-Robert
Il Cantone di Brie-Comte-Robert era una divisione amministrativa dell'arrondissement di Melun.
È stato soppresso a seguito della riforma complessiva dei cantoni del 2014, che è entrata in vigore con le elezioni dipartimentali del 2015.
Comprendeva i comuni di:
- Brie-Comte-Robert
- Chevry-Cossigny
- Coubert
- Évry-Grégy-sur-Yerres
- Férolles-Attilly
- Grisy-Suisnes
- Lésigny
- Limoges-Fourches
- Lissy
- Servon
- Soignolles-en-Brie
- Solers